# Europees kampioenschap softbal 2011
Het Europees kampioenschap softbal voor vrouwen 2011 was de zeventiende editie van dit belangrijkste softbaltoernooi voor landenteams in Europa. Het toernooi werd door de European Softball Federation (ESF) georganiseerd van zondag 31 juli tot en met zaterdag 6 augustus in Ronchi dei Legionari, provincie Gorizia, Italië. Het was de zesde keer dat dit kampioenschap in Italië plaatsvond.
Door het samenvoegen van de kampioenschappen voor A- en B-landen in een toernooi namen er deze editie voor het eerst 20 landen aan het kampioenschap deel. Oorspronkelijk zouden er 23 landen deelnemen, maar Griekenland, Slovenië en Turkije trokken zich terug. België (inclusief tweemaal bij de B-landen) en Nederland namen beide voor de zeventiende keer deel.
De landen werden in de eerste fase in vier groepen van vijf teams ingedeeld. In de tweede fase werd om de eindklasseringen gespeeld. Naast gaststad Ronchi dei Legionari, waar op twee velden werd gespeeld, werden er ook wedstrijden in Staranzano en Redipuglia gespeeld.
Titelverdediger was het Nederlands softbalteam dat in 2009 voor de zevende keer de titel behaalde. In de finale stonden het gastland Italië (en 9-voudig kampioen) en Nederland voor de tiende keer tegenover elkaar te staan. Nederland won de titel voor de achtste keer.

## Eerste fase
| # | Land                | W | V |
| - | ------------------- | - | - |
| 1 | Italië              | 4 | 0 |
| 2 | Verenigd Koninkrijk | 3 | 1 |
| 3 | Zweden              | 2 | 2 |
| 4 | Hongarije           | 1 | 3 |
| 5 | Kroatië             | 0 | 4 |

| Datum | Team 1              | Uitslag  | Team 2              |
| ----- | ------------------- | -------- | ------------------- |
| 31/07 | Kroatië             | 0-7 (6)  | Zweden              |
| 31/07 | Italië              | 1-0      | Verenigd Koninkrijk |
| 01/08 | Hongarije           | 2-1      | Kroatië             |
| 01/08 | Italië              | 5-0      | Zweden              |
| 02/08 | Verenigd Koninkrijk | 16-2 (4) | Hongarije           |
| 02/08 | Kroatië             | 0-15 (4) | Italië              |
| 02/08 | Zweden              | 0-3      | Verenigd Koninkrijk |
| 02/08 | Hongarije           | 0-10 (5) | Italië              |
| 03/08 | Zweden              | 7-0 (6)  | Hongarije           |
| 03/08 | Verenigd Koninkrijk | 7-0 (5)  | Kroatië             |

| # | Land       | W | V |
| - | ---------- | - | - |
| 1 | Nederland  | 4 | 0 |
| 2 | Spanje     | 3 | 1 |
| 3 | België     | 2 | 2 |
| 4 | Oekraïne   | 1 | 3 |
| 5 | Denemarken | 0 | 4 |

| Datum | Team 1     | Uitslag    | Team 2     |
| ----- | ---------- | ---------- | ---------- |
| 31/07 | Spanje     | 13-12 (10) | België     |
| 31/07 | Oekraïne   | 0-24 (3)   | Nederland  |
| 01/08 | Nederland  | 9-0 (5)    | België     |
| 01/08 | Denemarken | 2-13 (5)   | Spanje     |
| 01/08 | Oekraïne   | 8-1 (5)    | Denemarken |
| 01/08 | Nederland  | 10-0 (4)   | Spanje     |
| 02/08 | Denemarken | 0-19 (3)   | Nederland  |
| 02/08 | België     | 8-1 (5)    | Oekraïne   |
| 03/08 | België     | 7-0 (5)    | Denemarken |
| 03/08 | Spanje     | 12-0(4)    | Oekraïne   |

| # | Land        | W | V |
| - | ----------- | - | - |
| 1 | Rusland     | 4 | 0 |
| 2 | Oostenrijk  | 3 | 1 |
| 3 | Slowakije   | 2 | 2 |
| 4 | Bulgarije   | 1 | 3 |
| 5 | Zwitserland | 0 | 4 |

| Datum | Team 1      | Uitslag  | Team 2      |
| ----- | ----------- | -------- | ----------- |
| 31/07 | Oostenrijk  | 3-2      | Slowakije   |
| 31/07 | Bulgarije   | 0-10 (4) | Rusland     |
| 01/08 | Zwitserland | 0-12 (4) | Oostenrijk  |
| 01/08 | Rusland     | 7-0 (5)  | Slowakije   |
| 02/08 | Rusland     | 10-4 (4) | Oostenrijk  |
| 02/08 | Bulgarije   | 5-2      | Zwitserland |
| 02/08 | Zwitserland | 0-12 (4) | Rusland     |
| 02/08 | Slowakije   | 7-3      | Bulgarije   |
| 03/08 | Slowakije   | 14-5 (5) | Zwitserland |
| 03/08 | Oostenrijk  | 6-2      | Bulgarije   |

| # | Land      | W | V |
| - | --------- | - | - |
| 1 | Tsjechië  | 4 | 0 |
| 2 | Frankrijk | 3 | 1 |
| 3 | Duitsland | 2 | 2 |
| 4 | Israël    | 1 | 3 |
| 5 | Polen     | 0 | 4 |

| Datum | Team 1    | Uitslag  | Team 2    |
| ----- | --------- | -------- | --------- |
| 31/07 | Duitsland | 0-1      | Frankrijk |
| 31/07 | Israël    | 4-3      | Polen     |
| 01/08 | Polen     | 0-5      | Frankrijk |
| 01/08 | Duitsland | 3-13 (6) | Tsjechië  |
| 01/08 | Frankrijk | 7-0 (6)  | Israël    |
| 01/08 | Tsjechië  | 10-0 (4) | Polen     |
| 02/08 | Israël    | 1-10 (5) | Duitsland |
| 02/08 | Frankrijk | 2-12 (4) | Tsjechië  |
| 03/08 | Polen     | 0-7 (5)  | Duitsland |
| 03/08 | Tsjechië  | 10-0 (4) | Israël    |

## Tweede fase

### Plaatsen 1-8
Tussen de groepsnummers 1 en 2 van de eerste fase.
| # | Land       | W | V |
| - | ---------- | - | - |
| 1 | Italië     | 3 | 0 |
| 2 | Tsjechië   | 2 | 1 |
| 3 | Spanje     | 1 | 2 |
| 4 | Oostenrijk | 0 | 3 |

| Datum | Team 1     | Uitslag  | Team 2     |
| ----- | ---------- | -------- | ---------- |
| 03/08 | Italië     | 13-0 (4) | Spanje     |
| 03/08 | Oostenrijk | 1-16 (4) | Tsjechië   |
| 04/08 | Tsjechië   | 1-6      | Italië     |
| 04/08 | Spanje     | 5-3      | Oostenrijk |
| 04/08 | Italië     | 6-1      | Oostenrijk |
| 04/08 | Tsjechië   | 7-0 (5)  | Spanje     |

| # | Land                | W | V |
| - | ------------------- | - | - |
| 1 | Nederland           | 3 | 0 |
| 2 | Verenigd Koninkrijk | 2 | 1 |
| 3 | Rusland             | 1 | 2 |
| 4 | Frankrijk           | 0 | 3 |

| Datum | Team 1              | Uitslag | Team 2              |
| ----- | ------------------- | ------- | ------------------- |
| 03/08 | Verenigd Koninkrijk | 1-3     | Nederland           |
| 03/08 | Rusland             | 7-1     | Frankrijk           |
| 04/08 | Nederland           | 2-0     | Rusland             |
| 04/08 | Frankrijk           | 3-9     | Verenigd Koninkrijk |
| 04/08 | Rusland             | 2-4 (8) | Verenigd Koninkrijk |
| 04/08 | Nederland           | 8-1 (5) | Frankrijk           |

#### Plaatsingwedstrijden
| Datum | Team 1              | Uitslag  | Team 2              | Info                     |
| ----- | ------------------- | -------- | ------------------- | ------------------------ |
| 05/08 | Verenigd Koninkrijk | 6-0      | Spanje              | #2 + #3 E/F              |
| 05/08 | Tsjechië            | 7-6      | Rusland             | #2 + #3 E/F              |
| 05/08 | Italië              | 1-5 (8)  | Nederland           | #1 E/F                   |
|       |                     |          |                     |                          |
| 06/08 | Oostenrijk          | 4-9      | Frankrijk           | 7e en 8e plaats (#4 E/F) |
| 06/08 | Spanje              | 3-6      | Rusland             | 5e en 6e plaats          |
| 05/08 | Verenigd Koninkrijk | 2-0      | Tsjechië            | verliezer 4e plaats      |
| 06/08 | Italië              | 1-0      | Verenigd Koninkrijk | verliezer 3e plaats      |
| 06/08 | Nederland           | 10-2 (6) | Italië              | 1e en 2e plaats          |

| #  | Land      | W | V |
| -- | --------- | - | - |
| 9  | Duitsland | 3 | 0 |
| 10 | België    | 2 | 1 |
| 11 | Zweden    | 1 | 2 |
| 12 | Slowakije | 0 | 3 |

| Datum | Team 1    | Uitslag  | Team 2    |
| ----- | --------- | -------- | --------- |
| 04/08 | Zweden    | 6-7      | België    |
| 04/08 | Duitsland | 6-0      | Slowakije |
| 04/08 | Zweden    | 4-0      | Slowakije |
| 04/08 | België    | 0-10 (4) | Duitsland |
| 05/08 | Duitsland | 2-1 (8)  | Zweden    |
| 05/08 | Slowakije | 7-8      | België    |

| #  | Land      | W | V | Beslissing * |
| -- | --------- | - | - | ------------ |
| 13 | Bulgarije | 2 | 1 | 14-3         |
| 14 | Hongarije | 2 | 1 | 3-14         |
| 15 | Oekraïne  | 1 | 2 | 11-10        |
| 16 | Israël    | 1 | 2 | 10-11        |

| Datum | Team 1    | Uitslag   | Team 2    |
| ----- | --------- | --------- | --------- |
| 04/08 | Hongarije | 10-4 (4)  | Oekraïne  |
| 04/08 | Israël    | 5-4       | Bulgarije |
| 05/08 | Oekraïne  | 11-10 (8) | Israël    |
| 05/08 | Hongarije | 3-14 (4)  | Bulgarije |
| 06/08 | Israël    | 0-1       | Hongarije |
| 06/08 | Bulgarije | 7-0 (f)   | Oekraïne  |

| #  | Land        | W | V | Beslissing * |
| -- | ----------- | - | - | ------------ |
| 17 | Polen       | 2 | 1 | 1-1, 11-7    |
| 18 | Denemarken  | 2 | 1 | 1-1, 14-16   |
| 19 | Kroatië     | 2 | 1 | 1-1, 16-18   |
| 20 | Zwitserland | 0 | 3 |              |

| Datum | Team 1      | Uitslag  | Team 2      |
| ----- | ----------- | -------- | ----------- |
| 04/08 | Zwitserland | 1-11 (4) | Denemarken  |
| 04/08 | Polen       | 4-7      | Kroatië     |
| 05/08 | Kroatië     | 9-14     | Denemarken  |
| 05/08 | Denemarken  | 0-7 (5)  | Polen       |
| 05/08 | Kroatië     | 16-9 (6) | Zwitserland |
| 06/08 | Polen       | 13-12    | Zwitserland |

* Beslissing op basis
1) onderlinge resultaten
2) runs tegen

## Selecties
| Speelster             | Geb.datum  |
| --------------------- | ---------- |
| Imane Alou Issa       | 09-06-1993 |
| Tine De Jongh         | 22-12-1983 |
| Griet De Schrijvere   | 13-03-1980 |
| Evelyne De Wolf       | 27-10-1992 |
| Karen Denolf          | 09-06-1990 |
| Lesley Felix          | 28-04-1982 |
| Patty Felix           | 13-07-1983 |
| Innes Goosen          | 05-04-1982 |
| Nathalie Hosten       | 05-04-1976 |
| Sophie Hosten         | 04-12-1978 |
| Sandy Lauwers         | 31-01-1978 |
| Isabelle Monnaie      | 14-12-1988 |
| Vicky Roevens         | 16-10-1991 |
| Joyce Symons          | 09-03-1990 |
| Shauni Thys           | 10-05-1994 |
| Veronique Van Braeken | 22-09-1984 |
| Femke Van Hofwegen    | 24-09-1986 |

| Speelster           | Geb.datum  |
| ------------------- | ---------- |
| Virginie Anneveld   | 06-07-1989 |
| Anne Blaauwgeers    | 16-12-1988 |
| Dagmar Bloeming     | 13-10-1987 |
| Nathalie Gosewehr   | 24-10-1984 |
| Saskia Kosterink    | 13-08-1984 |
| Lindsay Meadows     | 15-12-1982 |
| Merel Oosterveld    | 16-01-1987 |
| Rebecca Soumeru     | 22-12-1981 |
| Areke Spel          | 29-07-1986 |
| Solange Starrenburg | 08-10-1987 |
| Nathalie Timmermans | 21-07-1989 |
| Karin Tuk           | 28-08-1988 |
| Fabienne van Uden   | 27-01-1987 |
| Chantal Versluis    | 04-01-1988 |
| Britt Vonk          | 01-01-1987 |
| Ginger de Weert     | 30-11-1990 |
| Meike Witteveen     | 15-02-1988 |